# Municipio de Cleveland (condado de Lonoke)
El municipio de Cleveland (en inglés: Cleveland Township) es un municipio ubicado en el condado de Lonoke en el estado estadounidense de Arkansas. En el año 2010 tenía una población de 338 habitantes y una densidad poblacional de 6,97 personas por km².

## Geografía
El municipio de Cleveland se encuentra ubicado en las coordenadas 34°51′43″N 91°51′52″O / 34.86194, -91.86444. Según la Oficina del Censo de los Estados Unidos, el municipio tiene una superficie total de 48.51 km², de la cual 46,04 km² corresponden a tierra firme y (5,08 %) 2,46 km² es agua.

## Demografía
Según el censo de 2010, había 338 personas residiendo en el municipio de Cleveland. La densidad de población era de 6,97 hab./km². De los 338 habitantes, el municipio de Cleveland estaba compuesto por el 92,9 % blancos, el 1,78 % eran afroamericanos, el 0,59 % eran amerindios, el 4,44 % eran de otras razas y el 0,3 % eran de una mezcla de razas. Del total de la población el 8,28 % eran hispanos o latinos de cualquier raza.